# 特ダネ野郎えぇチーム
『特ダネ野郎えぇチーム』（とくダネやろうえぇチーム）は、2002年4月7日から同年9月29日まで朝日放送（ABCテレビ）の『日曜笑劇場』で放送されていたコメディ番組である。放送時間は毎週日曜 12:00 - 12:55。
田舎の新聞支局を舞台に、記者の石田靖と藤本敏史、カメラマンの原西孝幸が中心になって繰り広げていたドタバタコメディ。収録はなんばグランド花月で行われていた。番組タイトルはアメリカ合衆国のテレビドラマ『特攻野郎Aチーム』（原題：The A-Team）のもじり。
この番組は朝日放送のほか、スカイ・Aや群馬テレビでも遅れネットで放送されていた。

## 出演者
- 石田靖
- 藤本敏史（FUJIWARA）
- 原西孝幸（FUJIWARA）
- 山田花子
- おかゆうた（おかけんた・ゆうた）
- オール巨人（オール阪神・巨人）
- MEGUMI
- 池乃めだか

| 朝日放送 日曜12:00枠（『日曜笑劇場』）                 | 朝日放送 日曜12:00枠（『日曜笑劇場』）                | 朝日放送 日曜12:00枠（『日曜笑劇場』）                   |
| 前番組                                                 | 番組名                                                | 次番組                                                   |
| ------------------------------------------------------ | ----------------------------------------------------- | -------------------------------------------------------- |
| なんやモー目茶苦茶屋 （2000年10月8日 - 2002年3月31日） | 特ダネ野郎えぇチーム （2002年4月7日 - 2002年9月29日） | 1、2、駐在さんダァ〜!! （2002年10月6日 - 2004年3月28日） |